# سنگبان
سَنگِبان (Sangiban) پادشاه قوم ایرانی‌تبار اَلان‌ها در قرن پنجم میلادی و در زمان حمله آتیلا به گال (۴۵۱) بود. او جانشین گور به عنوان پادشاه فدرالتی الان‌ها بود که در منطقه اطراف اورلئان ساکن بودند. بر اساس گفته‌های ژوردانس، سنگبان پیش از نبرد شالون به آتیلا قول داده بود که دروازه‌های شهر را باز کند و اورلئان را به هون‌ها تحویل دهد. رومی‌ها و ویزیگوت‌ها که به این موضوع مشکوک بودند، سنگبان را در مرکز خط مقابل هون‌ها قرار دادند تا بتوانند از فرار او جلوگیری کنند؛ بنابراین الان‌ها بار اصلی حمله هون‌ها را به دوش کشیدند، در حالی که گوت‌ها توانستند هون‌ها را محاصره کرده و در نهایت آنها را عقب برانند.
ژوردانس ثبت نکرده است که آیا سنگبان از نبرد جان سالم به در برده است یا خیر. اما در هر صورت، الان‌های اورلئان چند سال بعد توسط ویزیگوت‌ها فتح شدند و به پادشاهی ویزیگوت تولوز پیوستند.

## پیشینه
وقتی در سال ۴۰۶ میلادی نیروهای بربر شروع به عبور از رودخانه یخ‌زده راین کردند، گروهی از الان‌ها به رهبری گور به سمت رومی‌ها رفتند. از آن لحظه به بعد، این گروه از کوچ‌نشینان به متحد روم تبدیل شدند و سرنوشت خود را با گال رومی گره زدند. یکی از گروه‌های این کوچ‌نشینان سپس در نزدیکی اورلیانوم (اورلئان امروزی در شهرستان لوآره) اسکان داده شد. تنها حاکم شناخته شده این شاخه الانی، سنگبان بود.

## جانشین گور
در اثر ناشناسی به نام «تاریخ گال» مربوط به سال ۴۵۲ میلادی، در تاریخ ۴۴۲ میلادی اطلاعاتی مبنی بر اسکان گروهی از الان‌ها در گال وجود دارد. با این حال، نویسنده این کتاب نام رهبر این گروه را ذکر نکرده است. در ارتباط با ذکر «زندگی  سنت  ژرمنوس» نوشته کنستانتیوس از لیون در مورد اعزام یک لشکرکشی تنبیهی علیه مردم «تراکتوس آرموریکانی» به رهبری گور الانی، برخی از محققان بر این باورند که همین رهبر فرماندهی این شاخه از الان‌ها را بر عهده داشته است. به جز این مورد و یک متن بسیار نامطمئن، هیچ مدرک قانع‌کننده‌ای برای حمایت از این دیدگاه وجود ندارد. موضوع در مورد جانشین احتمالی گور که سنگبان شناخته می‌شود نیز به همین صورت است. به نظر می‌رسد که از همان ابتدا (یا کمی پس از اسکان) او رهبر الان‌های «اورلئانی» بوده است. با این حال، فقدان منابع مانع از تعیین دقیق اینکه چه کسی در اواخر قرن سوم و چهلم میلادی بر الان‌های آنجا حکومت می‌کرده است، می‌شود.

## «خیانت» سنگبان
اولین و تنها اشاره به سنگبان در نوشته‌های ژوردانس آمده است. این رهبر اَلانی به دلیل نزدیک شدن ارتش چند ملیتی آتیلا و ترس ناشی از آن، با نمایندگان او وارد مذاکره شد. گفته می‌شود که این آلانی قرار بود اورلیانوم را به تهاجم‌کنندگان تحویل دهد و به سمت هون‌ها برود. با این حال، اقدامات سرمتی‌ها به سرعت آشکار شد. آئتیوس و توریسموند قبل از ارتش هون به اورلیانوم رسیدند و استحکامات خاکی را در اطراف شهر برپا کردند و الان‌ها را در میان سایر نیروها قرار دادند.
این اتفاق و موضع سنگبانوس توسط دانشمندان به‌طور متفاوت ارزیابی می‌شود. بسیاری این اتفاق را می‌پذیرند یا الان‌ها را متحدان غیرقابل اعتمادی می‌دانند. برخی دیگر در خیانت الان شک دارند یا تردید دارند. محققان روسی، ولادیمیر کوزنتسوف و یاروسلاو لبدینسکی، رفتار سختگیرانه آئتیوس با الان‌ها را اینگونه توجیه می‌کنند که آنها در طول محاصره شهر نسبت به دشمن منفعل بوده‌اند. با این حال، دیدگاه ژوردانس باید رد شود. نه تنها به این دلیل که هیچ منبع دیگری برای تأیید مذاکرات الانی-هونی وجود ندارد، بلکه به این دلیل که الان‌های «گالی» برای چندین دهه متحدان وفادار روم بودند. گواه این امر مشارکت الان‌ها در کنار روم در جنگ علیه تهاجم آتیلا به گال است.
الان‌ها در سال ۴۵۱ میلادی در دفاع از شهر اورلیانوم و نبرد دشت کاتالونیا شرکت کردند و در مرکز صفوف نیروهای متفقین قرار گرفتند. برخی محققان این قرارگیری را نشانه‌ای از اعتماد یا به عنوان وزنه‌ای در برابر هون‌ها می‌دانند. اگرچه منابع تاریخی اطلاعات محدودی دربارهٔ نقش الان‌ها ارائه می‌دهند، اما از این مشارکت می‌توان به اهمیت سیاسی-نظامی آنها در شمال گل پی برد. الان‌ها متحدان وفادار روم بودند و با جمعیت محلی ادغام شده بودند، بنابراین در برابر آتیلا ایستادگی کردند. حمایت آنها باعث پیروزی نیروهای متحد بربر-رومی و تضمین بقای امپراتوری غرب برای ۲۵ سال بعد شد.